# Шмидт-Райтвайн, Йорг
Йорг Шмидт-Райтвайн (нем. Jörg Schmidt-Reitwein; род. 21 февраля 1939, Кёнигс-Вустерхаузен) — немецкий кинооператор.

## Биография
Сын художника, вырос в Любеке, несколько семестров изучал физику. В 1959 году приехал в Берлин.
В 1961 году был арестован властями ГДР на восточной стороне от Берлинской стены, когда пытался помочь своей подруге из Восточной Германии перебраться на Запад. Был осужден на 5 лет тюремного заключения, из которых отбыл немного больше трёх, после чего был освобожден.
Включился в кинопроизводство ФРГ, снимал документальные ленты. С 1969 года постоянно сотрудничал с Вернером Херцогом. Работал также с другими крупными режиссёрами. Преподавал в киноакадемии Людвигсбурга и Филиппинской кинокадемии в Маниле.

## Избранная фильмография
- 1971: Fata Morgana (Вернер Херцог)
- 1974: Каждый за себя, а Бог против всех/ Jeder für sich und Gott gegen alle (Вернер Херцог)
- 1976: Стеклянное сердце/ Herz aus Glas (Вернер Херцог, Немецкая кинопремия)
- 1976: Die Atlantikschwimmer (Герберт Ахтернбуш)
- 1977: Bierkampf (Герберт Ахтернбуш)
- 1977: Servus Bayern (Герберт Ахтернбуш)
- 1977: La Soufrière — Warten auf eine unausweichliche Katastrophe (Вернер Херцог, документальный)
- 1978: Германия осенью/ Deutschland im Herbst (коллективный проект)
- 1978: Носферату — призрак ночи/ Nosferatu — Phantom der Nacht (Вернер Херцог)
- 1979: Войцек/ Woyzeck (Вернер Херцог)
- 1979: Патриотка/ Die Patriotin (Александр Клюге)
- 1980: Der Komantsche (Герберт Ахтернбуш)
- 1981: Der Neger Erwin (Герберт Ахтернбуш)
- 1981: Das letzte Loch (Герберт Ахтернбуш)
- 1982: Собор любви/ Liebeskonzil (Вернер Шретёр)
- 1982: Land of Look Behind (Алан Гринберг, документальный фильм о Бобе Марли)
- 1982: Das Gespenst (Герберт Ахтернбуш)
- 1984: Где мечтают зеленые муравьи/ Wo die grünen Ameisen träumen (Вернер Херцог, Немецкая кинопремия)
- 1986: Portrait Werner Herzog (Вернер Херцог, документальный)
- 1990: Echos aus einem düsteren Reich (Вернер Херцог, документальный)
- 1995: Glocken aus der Tiefe — Glaube und Aberglaube in Rußland (Вернер Херцог, документальный)
- 2001: Паломничество (Вернер Херцог)